# 黃斑黑蝽
黃斑黑蝽（學名：Erthesina fullo），又名黃斑椿象、黃斑蝽、麻皮蝽，是蝽科黑蝽屬下的一個種，為中小型的椿象，體長約1.5～2.5公分，身體呈灰黑色，散佈著黃色斑紋，體內含有臭腺，會發出惡臭。春夏季為繁殖期，常可在樹葉上看到椿象一顆顆排列整齊淡黃綠色的蟲卵。生活環境為平地或低海拔地區。

## 生態習性
夏天常出沒於樹林間，以吸食樹木或果實的汁液維生，冬季則藏於隱密處所過冬，不易見到。

## 地理分布

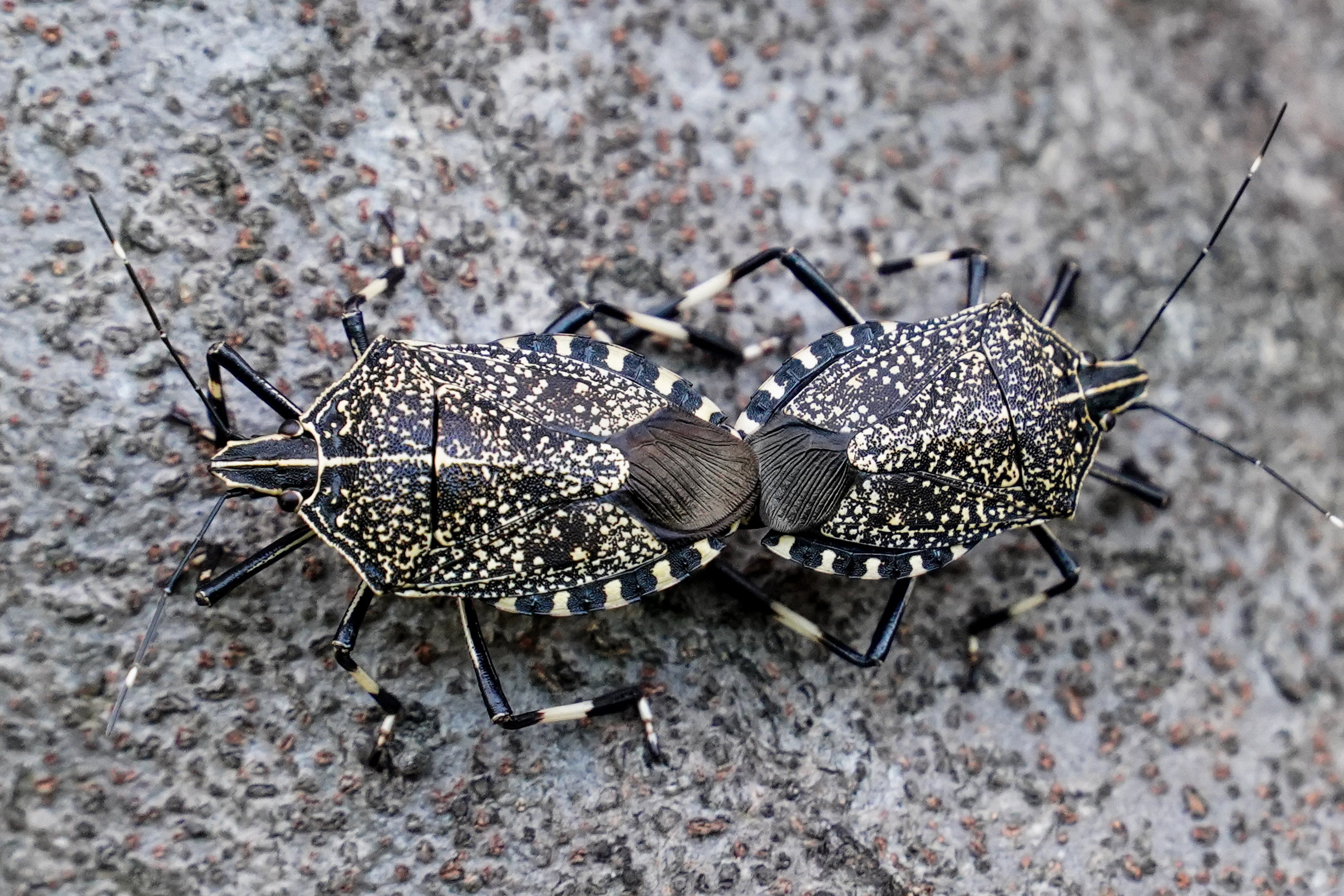
交配中的黃斑黑蝽

印度、斯里蘭卡、中國大陸、緬甸、臺灣、日本。